# Жилле, Эрнест
Эрнест Жилле (фр. Ernest Gillet; 1856—1940) — французский виолончелист и композитор. Брат гобоиста Жоржа Жилле, отец гобоиста Фернана Жилле.
Окончил Парижскую консерваторию, ученик Жюля Дельсара. Играл в трио с Энрике Фернандесом Арбосом и Исааком Альбенисом. Был известен как автор салонных пьес для виолончели, для фортепиано, а также романсов («Разбитое сердце» и особенно «Письмо Манон», о популярности которого можно судить по многочисленным аранжировкам для разных инструментов). Известен отзыв Эжена Изаи о Жилле, согласно которому салонные пьесы, и прежде всего наиболее знаменитая из них, вальс «Вдали от бала» (иначе «Отзвуки бала», фр. Loin du bal; 1891), загубили в нём виолончелиста. Жилле написал более четырёх сотен произведений.